# Chamaedorea anemophila
Chamaedorea anemophila är en enhjärtbladig växtart som beskrevs av Donald R. Hodel. Chamaedorea anemophila ingår i släktet Chamaedorea och familjen Arecaceae. Inga underarter finns listade i Catalogue of Life.